# كاثرين كافاناف
كاثرين كافاناف (بالإنجليزية: Katharine Kavanaugh)‏ هي كاتبة سيناريو أمريكية، ولدت في 26 ديسمبر 1874 في بالتيمور في الولايات المتحدة، وتوفيت في 3 أكتوبر 1942.

## روابط خارجية
- كاثرين كافاناف على موقع IMDb (الإنجليزية)
- كاثرين كافاناف على موقع قاعدة بيانات الفيلم (الإنجليزية)